# Lost in Blue 3
Lost in Blue 3', chamado no Japão de Survival Kids (小さな島の大きな秘密), é um jogo de simulação publicado e desenvolvido pela Konami para o Nintendo DS. É a sequência de Lost in Blue 2 (também para Nintendo DS). o jogo foi lançado em 20 de dezembro de 2007 no Japão, e em 20 de março de 2008 na América do Norte.

## História
Dois sobreviventes de um acidente no mar, um garoto e uma garota, são arrastados pelo mar a uma ilha deserta. O choque sofrido pelo acidente tira a memória do garoto.
Acreditando que eles serão brevemente resgatados, eles começam suas aventuras de sobrevivência. Mas ninguém aparece para salva-los. Enquanto eles exploram a ilha, eles encontram incidentes estranhos.
Vem à mente dos personagens a ideia de que a ilha não é deserta e de que poderia ter habitantes desconhecidos. Algumas vezes ajudando um ao outro, ou algumas vezes brigando um com o outro, eles precisam se unir para manter sua própria sobrevivência.
Algumas vezes o garoto sofre de choques de memória, o que o faz lembrar de momentos que já viveu.